# Villefranche-de-Conflent
Villefranche-de-Conflent [vilfʁɑ̃ʃ də kɔ̃flɑ̃] (katalanisch Vilafranca de Conflent) ist eine französische Gemeinde mit 205 Einwohnern (Stand 1. Januar 2022) in den Pyrenäen, am Nordfuß des Pic du Canigou am Ufer der Têt, in die hier der Zufluss Cady einmündet. Sie liegt in der Region Okzitanien (vor 2016 Languedoc-Roussillon) im Département Pyrénées-Orientales, etwa 50 km westlich von Perpignan und etwa 5 km westlich von Prades. Die Gemeinde ist Teil des Regionalen Naturparks Pyrénées Catalanes.

## Geschichte

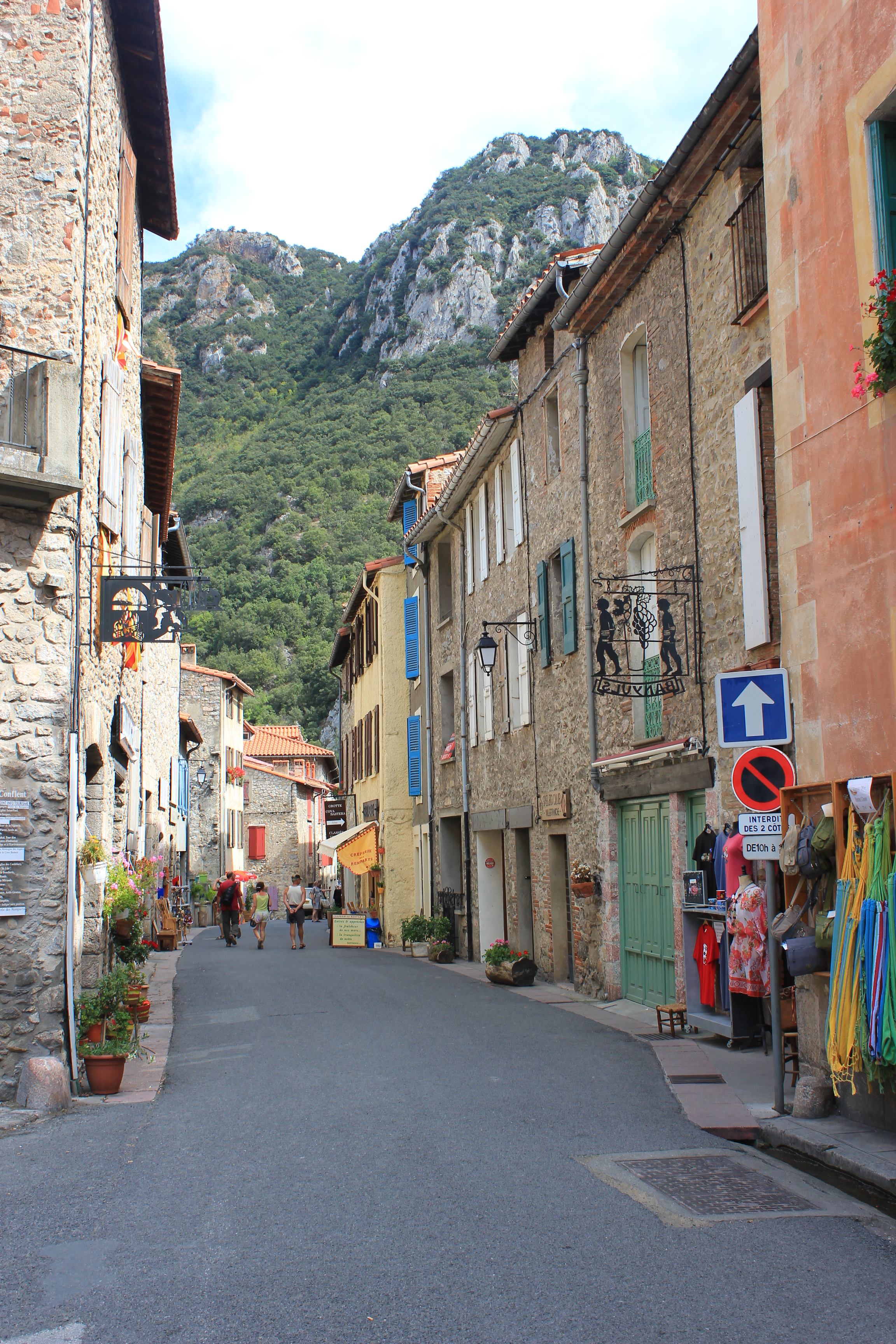
Rue Saint-Jacques

Villefranche-de-Conflent wurde 1092 von Guillem Ramon, Graf von Cerdagne, gegründet, um die Täler der Têt, des Cady und der Rotja gegen Invasionen zu sichern. Im selben Jahr erteilte der Bischof von Elne die Erlaubnis, die Kirche Saint-Jacques zu errichten. 1095 erhielt der Ort steuerliche Privilegien und den Namen Vila Franca. Er hatte damals städtischen Charakter und war Hauptstadt der Region Conflent. Villefranche hatte immer eine militärische Funktion. Die ältesten Befestigungen stammen aus dem 11. Jahrhundert. Sie wurden im 12. Jahrhundert durch acht Türme ergänzt und im 17. Jahrhundert durch sechs Bastionen verstärkt.
| Bevölkerungsentwicklung | Bevölkerungsentwicklung | Bevölkerungsentwicklung | Bevölkerungsentwicklung | Bevölkerungsentwicklung | Bevölkerungsentwicklung | Bevölkerungsentwicklung | Bevölkerungsentwicklung | Bevölkerungsentwicklung |
| ----------------------- | ----------------------- | ----------------------- | ----------------------- | ----------------------- | ----------------------- | ----------------------- | ----------------------- | ----------------------- |
| Jahr                    | 1962                    | 1968                    | 1975                    | 1982                    | 1990                    | 1999                    | 2009                    |                         |
| Einwohner               | 580                     | 507                     | 435                     | 294                     | 225                     | 237                     | 232                     |                         |

In knapp 50 Jahren hat Villefranche mehr als die Hälfte seiner Bevölkerung verloren.

## Sehenswürdigkeiten

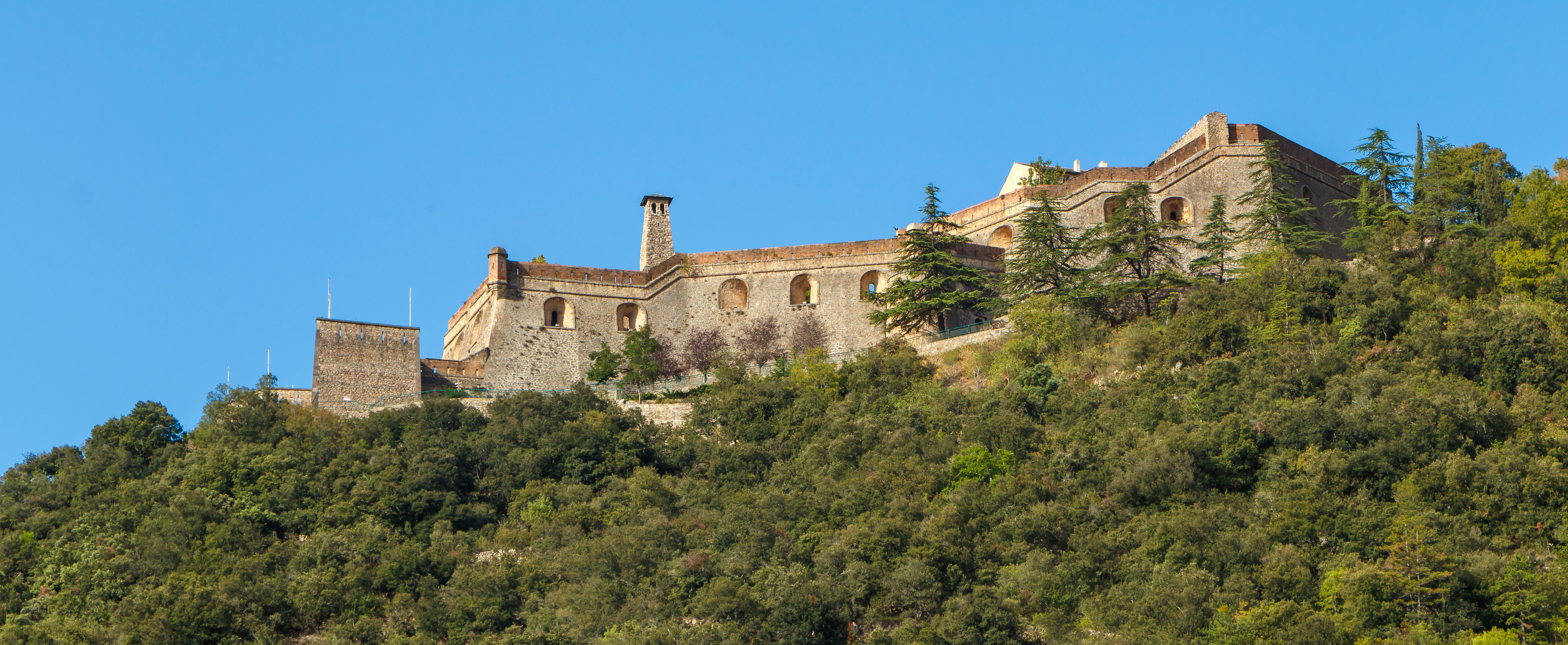
UNESCO-Welterbe Fort Libéria oberhalb des Ortes

- Villefranche-de-Conflent wurde von der Vereinigung Les Plus Beaux Villages de France zu einem der schönsten Dörfer Frankreichs erklärt.[2]
- Die mittelalterliche Stadtmauer. Ihre Anfänge stammen aus dem 11. Jahrhundert,[3] ab 1681 wurde sie ausgebaut und erhöht. Sie ist bis heute vollständig erhalten.
- Die Kirche Saint-Jacques aus dem 12. Jahrhundert mit zwei parallelen Schiffen.
- Über der Stadt, 734 unterirdische Stufen hoch, liegt das Fort Libéria. Die Festung wurde 1681 vom berühmten Festungsbaumeister Vauban errichtet und unter Napoleon III. ausgebaut. Sie beherbergte im Laufe der Zeit unter anderem ein Frauengefängnis. Im Jahr 2008 wurde das Fort zusammen mit anderen Festungsanlagen von Vauban in die UNESCO-Welterbe-Liste aufgenommen.
- Eine bekannte Touristenattraktion ist die nahegelegene Grotte des Canalettes.

## Verkehr

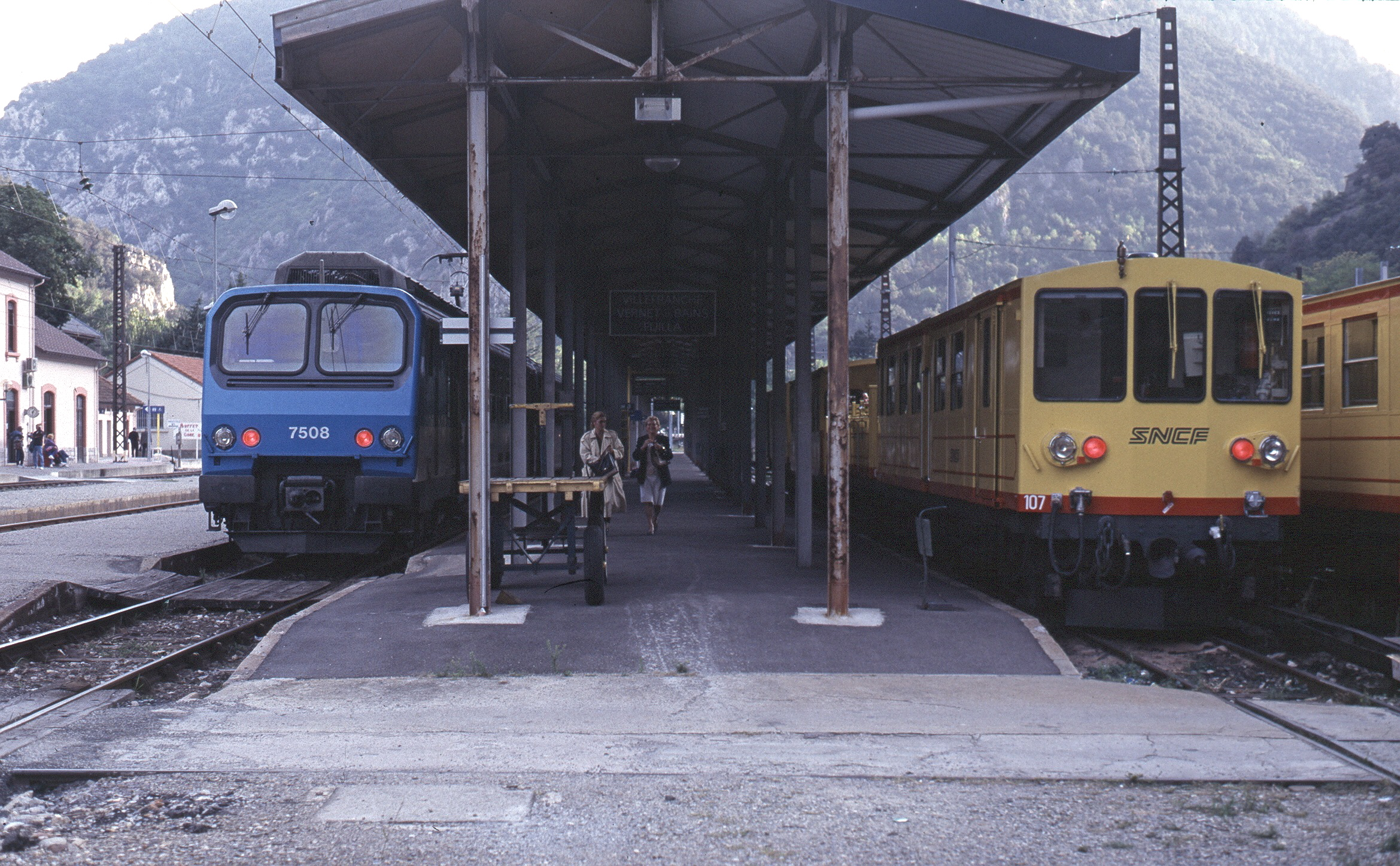
Bahnsteig für beide Spurweiten im Bahnhof Villefranche – Vernet-les-Bains, 1998

Der Ort liegt an der Nationalstraße 116 von Perpignan nach Bourg-Madame. Am östlichen Ortsrand beginnt die Departementsstraße 116 ins nahegelegene Vernet-les-Bains.
Am nordöstlichen Ortsrand befindet sich der Bahnhof Villefranche – Vernet-les-Bains. Dort enden die normalspurige Bahnstrecke aus Perpignan und die aus Latour-de-Carol kommende Schmalspurbahn Ligne de Cerdagne. Zwischen den Nahverkehrszügen aus Perpignan und den gelben Schmalspurzügen des Petit train jaune kann am selben Bahnsteig umgestiegen werden. Früher endeten dort auch die Feldbahnen von Vernet-les-Bains, die von 1900 bis um 1963 Transport von Eisenerz betrieben wurden.